# Lander Aperribay
Lander Aperribay Aranda (ur. 15 czerwca 1982 w San Sebastián) – hiszpański kolarz szosowy. Jeździ w barwach Euskaltel-Euskadi. Do zawodowego peletonu należy od 2007 roku.
Jak do tej pory nie odnosił żadnych sukcesów. Największym jest wygranie etapu Vuelta al Goierri jeszcze jako amator w 2004 roku. Startował w Giro d’Italia w 2008 roku, lecz nie udało mu się go ukończyć. Na 16 etapie nie zmieścił się w limicie czasu zwycięzcy i musiał skończyć swój udział w wyścigu. Do zawodowego peletonu dołączył dosyć w późnym wieku, bo miał 24 lata.
Mierzy 177 cm wzrostu i waży 60 kg.

## Najważniejsze zwycięstwa i sukcesy
- 2004 – wygrany etap Vuelta al Goierri